# 鏈球
擲鏈球是一田径投掷运动项目，运动员投出一个与线和手柄相连的重金属球。
与其它投掷项目一样，擲鏈球也是比赛谁扔得更远。男子鏈球重16磅（7.257公斤）长3英尺11 ¾英寸（121.5厘米），女子鏈球重8.82磅（4公斤）长3英尺11英寸（119.5厘米）
目前的世界纪录为86.74米。